# Edward Denison (évêque)
Pour les articles homonymes, voir Denison.
Edward Denison l'aîné (1801-1854) est un ecclésiastique britannique, évêque de Salisbury.

## Biographie
Il est né au 34 Harley Street, à Londres, le 13 mars 1801. Son père est John Denison d'Ossington, un marchand à Londres, dont le nom de famille est à l'origine Wilkinson, mais en tant que cousin germain de William Denison de Kirkgate, Leeds, il obtient la majeure partie d'une grande propriété à condition qu'il prenne le nom de Denison. Sa mère, la seconde épouse de son père, est Charlotte, seconde fille de Samuel Estwick, député de Westbury. John Evelyn Denison, président de la Chambre des communes, George Denison (prêtre) l'archidiacre de Taunton, et William Denison sont ses frères.
Edward Denison fait ses premières études à Esher et entre en 1811 au Collège d'Eton. En 1818, il entre à l'Oriel College d'Oxford où, en 1822, il suit une première classe et obtient son baccalauréat. Il est élu membre du Merton College en 1826, obtient sa maîtrise et reçoit l'ordination le 23 décembre 1827. Après avoir servi comme vicaire à Wolvercote, près d'Oxford, et à Radcliffe on Trent dans le Nottinghamshire, il retourne à Oxford et prend en charge la paroisse de St. Peter, où il reste jusqu'à sa nomination au siège de Salisbury.
Il acquiert une certaine réputation en remplissant le poste de prédicateur choisi devant l'université en 1834, mais en 1835, il s'oppose fermement à l'admission de dissidents dans les collèges d'Oxford. Avec le soutien de Lord Melbourne, et à l'âge de trente-six ans, il est consacré évêque de Salisbury (16 avril 1837), ayant été le 5 avril précédemment créé DD par son université. Il augmente le nombre de services dominicaux dans les églises paroissiales, et réforme le mode de conduite des confirmations. Lorsque le choléra éclate à Salisbury, l'évêque travaille à la fois comme enseignant religieux et comme réformateur sanitaire.
Il est un défenseur bien connu du renouveau des pouvoirs synodaux de l'Église et, lors de la convocation, il fait preuve d'une résolution considérable pour faire avancer le mouvement. Bon administrateur, dans ses vues théologiques, il est toujours quelque peu intolérant. Il meurt des suites d'un rhume, qui se termine par un ictère noir, à Close, Salisbury, le 6 mars 1854, à l'âge de cinquante-trois ans, et est inhumé dans le cloître de la cathédrale le 15 mars.

## Travaux
Denison écrit principalement des sermons et des accusations. Ils comprennent:
- "Le péché d'avoir causé une infraction", un sermon, 1835.
- « Examen de l'état de la question concernant l'admission des dissidents dans les universités », 1835.
- "Sermons prêchés devant l'Université d'Oxford", 1836.
- "L'Église l'enseignante de ses enfants", un sermon, 1839.
- "L'obligation du clergé dans la prédication de la Parole de Dieu", une accusation, 1842.
- "Difficultés dans l'Église", un sermon, 1853.
- 'Discours à la Chambre des Lords, 25 juin 1853, relatif à l'accusation d'avoir reçu plus que le revenu légitime de son siège,' 1853[1].

## Famille
Le 27 juin 1839, Denison épouse Louisa Mary (née en 1812), fille de Henry Ker Seymer de Hanford, Dorset, décédé le 22 septembre 1841. C'est de ce premier mariage qu'est né Edward Denison (1840-1870). Il épouse en secondes noces, le 10 juillet 1845, Clementina (née en 1812), fille de Charles Baillie-Hamilton, archidiacre de Cleveland, décédé le 12 mai 1894 .